# 481 a.C.
Il 481 a.C. (CDLXXXI a.C. in numeri romani) è un anno  del V secolo a.C.

## Eventi
- I rappresentanti delle polis greche si riunirono sull'istmo di Corinto, dove organizzano una lega difensiva sotto il comando del re Leonida di Sparta in funzione anti-persiana
- Roma:
  - consoli Cesone Fabio Vibulano (al secondo consolato) e Spurio Furio Medullino Fuso.

## Nati
- Zisi, filosofo cinese († 402 a.C.)